# Додома
Додо́ма (суахили и англ. Dodoma) — столица Танзании, административный центр провинции Додома.

## География
Додома находится в центральной части Танзании, на плато высотой 1290 м, в 320 километрах от восточного побережья Индийского океана. Природные условия в черте города и его окрестностях определяются влиянием субэкваториального муссонного климата. Среднемесячная температура воздуха в январе +26 °C, в июле +17 °C. Среднегодовое количество осадков — около 1000 мм.
Сезон дождей приходится на ноябрь — май. Сухой период, когда осадки практически отсутствуют, продолжается с июня по октябрь. В весенние месяцы достаточно обильные осадки выпадают почти ежедневно, и высокая относительная влажность в сочетании с высокой температурой воздуха весьма неблагоприятно характеризуют климат в Додоме и её пригородах.
Город расположен в зоне низкотравных саванн, для которой наиболее типичны акации и колючие кустарники. Естественная растительность представлена также камфорным лавром и хвойными породами деревьев. В окрестностях столицы можно встретить множество представителей дикой африканской фауны: различные виды антилоп, обезьян, жирафа, слона, носорога, льва, леопарда, гепарда, бегемота, зебру и прочих. Здесь встречается много птиц с экзотическим оперением и африканский страус.

## Население
Численность населения Додомы превышает 410 тысяч человек. В столице проживают представители африканских народностей ньямвези, джагга, хая, гого, масаи и других. Они составляют почти 99 % всех жителей города. Остальные являются потомками выходцев из арабских и европейских стран.
Государственные языки — английский (распространён в деловой сфере) и суахили. Среди верующего населения Додомы преобладают христиане (главным образом католики) и мусульмане. Немногочисленная часть жителей столицы — приверженцы традиционных местных верований.

## История
Додома была основана в конце XIX века как одно из колониальных поселений в составе Германской Восточной Африки. В первое десятилетие XX века поселившиеся здесь немцы начали строительство железнодорожной станции и прокладку железной дороги, которая должна была соединить город с крупными населёнными пунктами страны, в том числе и с её экономическим и культурным центром — портом Дар-эс-Салам.
По окончании Первой мировой войны Додома вошла в состав колониальных владений Великобритании. Однако горожане, в числе которых помимо германских переселенцев были представители местных африканских народностей и арабы, крайне негативно отнеслись к британским властям. Экономический кризис 1930-х годов окончательно разрушил британскую колониальную систему, существовавшую на территории Танганьики (части современной Танзании), а после Второй мировой войны Додома вошла в состав подотчётной территории ООН, управляемой все той же Великобританией.
В 1950-х годах в городе, как и во всей Танганьике в целом, активизировалось национально-освободительное движение, что привело к обретению Танганьикой независимости в 1961 году. В 1964 году, после образования Объединённой Республики Танзания, в состав которой вошли Танганьика и Занзибар, Додома получила официальный статус административного центра одноимённой провинции.
В 1996 году Додома стала официальной столицей Танзании. Резиденции правительства и президента страны были перенесены в Додому, однако иностранные посольства, а также большинство государственных учреждений, промышленных предприятий, банков и офисов осталось в прежней столице — Дар-эс-Саламе.

## Культурное значение
Современная столица Танзании бедна архитектурными памятниками: они сосредоточены главным образом в Дар-эс-Саламе. Среди немногочисленных достопримечательностей Додомы следует отметить здания президентской и правительственной резиденций и железнодорожного вокзала, построенного в начале XX века немецкими рабочими.
Кроме того, в городе находится священный храм сикхов, хозяева которого угощают путешественников чаем со сладостями, именуемыми здесь прассадом. В Додоме открыт также геологический музей.
В 2007 году были основаны два высших учебных заведения: Танзанийский университет Святого Иоанна (принадлежит Англиканской церкви Танзании) и государственный Университет Додомы. Начальное образование можно получить бесплатно, обучение в средних школах платное. Службы телевидения и радиовещания находятся в бывшей столице — Дар-эс-Саламе.

## Транспорт
В Додоме международное Трансафриканское Шоссе Каир-Кейптаун пересекается с крупной автомагистралью, ведущей в крупнейший город и порт Танзании Дар-эс-Салам. Как в столице, в городе имеется множество местных дорог. Автомобильные дороги полностью заасфальтированы и пригодны для проезда большую часть года. Общественный транспорт представлен, в основном, микроавтобусами Дала-дала.
Через город проходит Центральная линия железной дороги, поэтому в городе есть железнодорожный вокзал. 
В черте города находится аэропорт Додома, длина взлётно-посадочной полосы которого составляет около 2,5 км. Планируется строительство нового, более крупного аэропорта, за пределами столицы.

## Галерея
- Железнодорожный вокзал
- Торговые лавки в Додоме
- В центре города
- Центральная мечеть города
- Аэропорт Додомы